# Birinci Lig 1973/74
Die Birinci Lig 1973/74 war die 15. Saison der höchsten zyperntürkischen Spielklasse im Männerfußball. Die Folgesaison fiel aufgrund der Invasion der Türkei aus.
Vorjahressieger Yenicami Ağdelen konnte seinen Titel erfolgreich verteidigen.

## Abschlusstabelle
| Pl. | Verein                | Sp. | S | U | N  | Tore    | Diff. | Punkte |
| --- | --------------------- | --- | - | - | -- | ------- | ----- | ------ |
| 1.  | Yenicami Ağdelen (M)  | 18  | 9 | 8 | 1  | 037:120 | +25   | 26:10  |
| 2.  | Türk Ocağı Limasol    | 18  | 9 | 5 | 4  | 033:200 | +13   | 23:13  |
| 3.  | Doğan Türk Birliği SK | 18  | 9 | 4 | 5  | 030:230 | +7    | 22:14  |
| 4.  | Gönyeli SK            | 18  | 8 | 4 | 6  | 027:230 | +4    | 20:16  |
| 5.  | Çetinkaya TSK         | 18  | 7 | 4 | 7  | 023:180 | +5    | 18:18  |
| 6.  | Baf Ülkü Yurdu        | 18  | 7 | 2 | 9  | 024:370 | −13   | 16:20  |
| 7.  | Lefke Türk SK         | 18  | 7 | 1 | 10 | 024:350 | −11   | 15:21  |
| 8.  | Yalova TSK (N)        | 18  | 5 | 4 | 9  | 026:330 | −7    | 14:22  |
| 9.  | Mağusa Türk Gücü      | 18  | 3 | 7 | 8  | 012:230 | −11   | 13:23  |
| 10. | Gençlik Gücü TSK      | 18  | 2 | 9 | 7  | 009:210 | −12   | 13:23  |

| (M) | amtierender Meister           |
| (N) | Aufsteiger der letzten Saison |